# Sturla Fagerhaug
Sturla Fagerhaug (Heggedal, 6 novembre 1991) è un pilota motociclistico norvegese, ritiratosi dall'attività agonistica.

## Carriera
Dopo aver militato per alcune stagioni nel campionato motociclistico norvegese ed essere diventato il più giovane campione norvegese di tutti i tempi (conquistando il titolo 125 GP a 14 anni, nel 2005), si dedica per due anni al campionato europeo 125 alla guida di una Honda. Nel 2006 termina la stagione quarantaquattresimo grazie ai 3 punti conquistati nella tappa svedese di Karlskoga, mentre l'anno seguente chiude al sedicesimo posto con 16 punti in classifica generale.
Prima di approdare alle ottavo di litro del motomondiale, partecipa per tre stagioni alla Red Bull Rookies Cup. Nel 2007, anno d'esordio nella categoria, chiude il trofeo all'undicesimo posto. L'anno successivo è invece terzo grazie a una stagione consistente e a una vittoria sulla pista di Brno. La classifica 2009 lo vede addirittura in seconda posizione per soli 2 punti dietro al vincitore Jakub Kornfeil.
Esordisce nella classe 125 del motomondiale nel 2009, correndo quattro Gran Premi come wild card (Francia, Catalogna, Portogallo e Comunità Valenciana) a bordo di una KTM, senza ottenere punti.
Nel 2010 diventa pilota titolare nel team AirAsia - Sepang Int. Circuit, con compagno di squadra Zulfahmi Khairuddin. Ottiene come miglior risultato un nono posto in Germania e termina la stagione al 21º posto con 12 punti. In questa stagione è costretto a saltare il GP d'Indianapolis per infortunio.
Nel 2011 corre i Gran Premi di Catalogna, Gran Bretagna, Olanda e Italia al posto di Sarath Kumar nel team "WTR-Ten10 Racing", per poi prenderne definitivamente il posto dal Gran Premio di Germania. Ottiene un solo punto, con il quindicesimo posto in Australia.

## Risultati nel motomondiale
| 2009 | Classe | Moto |  |  |  |     |  |    |  |    |  |  |  |  |  |    |  |  |     |  | Punti | Pos. |
| ---- | ------ | ---- |  |  |  | --- |  | -- |  | -- |  |  |  |  |  | -- |  |  | --- |  | ----- | ---- |
| 2009 | 125    | KTM  |  |  |  | Rit |  | 22 |  | NE |  |  |  |  |  | 19 |  |  | Rit |  | 0     |      |

| 2010 | Classe | Moto    |    |     |    |     |    |    |     |   |    |    |     |     |    |     |     |    |     |     | Punti | Pos. |
| ---- | ------ | ------- | -- | --- | -- | --- | -- | -- | --- | - | -- | -- | --- | --- | -- | --- | --- | -- | --- | --- | ----- | ---- |
| 2010 | 125    | Aprilia | 18 | Rit | 20 | Rit | 18 | 17 | Rit | 9 | NE | 20 | Inf | Rit | 15 | Rit | Rit | 12 | Rit | Rit | 12    | 21º  |

| 2011 | Classe | Moto    |  |  |  |  |    |     |    |     |    |    |    |     |     |    |    |    |    |    | Punti | Pos. |
| ---- | ------ | ------- |  |  |  |  | -- | --- | -- | --- | -- | -- | -- | --- | --- | -- | -- | -- | -- | -- | ----- | ---- |
| 2011 | 125    | Aprilia |  |  |  |  | 19 | Rit | 31 | Rit | 21 | NE | 16 | Rit | Rit | 16 | 18 | 15 | 19 | 16 | 1     | 34º  |

| Legenda | 1º posto        | 2º posto            | 3º posto            | A punti      | Senza punti        | Grassetto – Pole position Corsivo – Giro più veloce |
| Legenda | Gara non valida | Non qual./Non part. | Ritirato/Non class. | Squalificato | '-' Dato non disp. | Grassetto – Pole position Corsivo – Giro più veloce |